# Pygommatius pectinus
Pygommatius pectinus là một loài ruồi trong họ Asilidae. Pygommatius pectinus được Scarbrough & Marascia miêu tả năm 2003.